# Offen-Definition

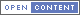
Das Logo für Freie Inhalte

Die Offen-Definition (im englischen Original The Open Definition) ist ein von der Open Knowledge Foundation veröffentlichter Text, der Offenheit in Bezug auf Daten und andere Inhalte definiert. Er enthält einen Vorschlag, welche Vorgaben Lizenzen machen dürfen, um als Freie Lizenzen zu gelten. Die darin verwendete Definition wurde von der Open Source Definition abgeleitet.

## Normtext
Die Open Knowledge Foundation fasst das Dokument folgendermaßen zusammen:

„Wissen ist offen, wenn jedeR darauf frei zugreifen, es nutzen, verändern und teilen kann – eingeschränkt höchstens durch Maßnahmen, die Ursprung und Offenheit des Wissens bewahren.“

## Geschichte
Der erste Entwurf der Offen-Definition, v0.1, wurde im August 2005 zirkuliert. Version 1.0 wurde im Juli 2006 veröffentlicht, die Version 2.0 im Oktober 2014. Die aktuelle Fassung des Texts wurde im November 2015, als Version 2.1 veröffentlicht.
Sprachlich hält der Text die Norm RFC 2119 ein. Er ist unter der Creative-Commons-Lizenz Namensnennung 4.0 International verfügbar, die selbst die Offen-Definition erfüllt.